# Vivier
Vivier – miejscowość i gmina we Francji, w regionie Oksytania, w departamencie Pireneje Wschodnie.
Według danych na rok 1990 gminę zamieszkiwało 115 osób, a gęstość zaludnienia wynosiła 9 osób/km² (wśród 1545 gmin Langwedocji-Roussillon Vivier plasuje się na 787. miejscu pod względem liczby ludności, natomiast pod względem powierzchni na miejscu 617.).

## Populacja

Populacja Vivier w latach 1962–2008